# 제로니모 (1993년 영화)
《제로니모》(영어: Geronimo: An American Legend)는 1993년 공개된 미국의 서부 영화이다.
인디언 전사 제로니모를 그린 역사 드라마 영화로, 월터 힐이 감독을 맡았으며, 존 밀리어스가 각본을 맡았다.

## 배역
- 웨스 스터디 - 제로니모
- 제이슨 패트릭 - 찰스 B. 게이트우드
- 진 해크먼 - 조지 크룩
- 로버트 듀발 - 앨 시버
- 맷 데이먼 - 브리턴 데이비스
- 파토 호프만 - 드리머
- 로드니 A. 그랜트 - 맨거스

## 한국어 더빙 성우진(MBC)
- 송준석 - 제로니모 (웨스 스투디)
- 권혁수 - 게이트우드 중위 (제이슨 패트릭)
- 김영선 - 데이비드 소위 (맷 데이먼)
- 김태훈 - 크룩 장군 (진 핵크만)
- 김기현 - 알 시버 (로버트 듀발)
- 이종혁
- 황윤걸
- 이철용
- 이상범
- 고성일
- 배정민
- 최한
- 표영재

## 평가
영화는 평이 갈렸으나, 아카데미 음악효과상 후보에 올랐다.

## 흥행
영화는 흥행 참패하였다. 3천 5백만 달러의 예산으로 제작된 이 영화는 1천 8백만 달러의 수입만을 올렸다.